# Bolsa de Berna
Berne eXchange o BX es la bolsa de valores de Berna, Suiza. BX junto con SIX Swiss Exchange, con sede en Zúrich, son las únicas bolsas de valores de Suiza.

## Historia y miembros
BX fue fundada en 1880 como la Berne Bank Association y formalizada en 1884 como la Berne Bourse Association (Berner Börsenverein o BBV) por los nueve bancos berneses y catorce empresas privadas. Tuvo un pequeño volumen de negocio hasta la Primera Guerra Mundial.
A diferencia de sus competidores en Basilea, Ginebra y Zúrich, no participó en la fusión de 1995 que llevó a la creación del SWX (actualmente SIX). BX ha conservado la forma jurídica de asociación privada bajo la ley suiza, y entre sus miembros se encuentran los mayores bancos que operan en Berna, incluyendo UBS y Credit Suisse Private Banking.